# Krzysztof Karasek

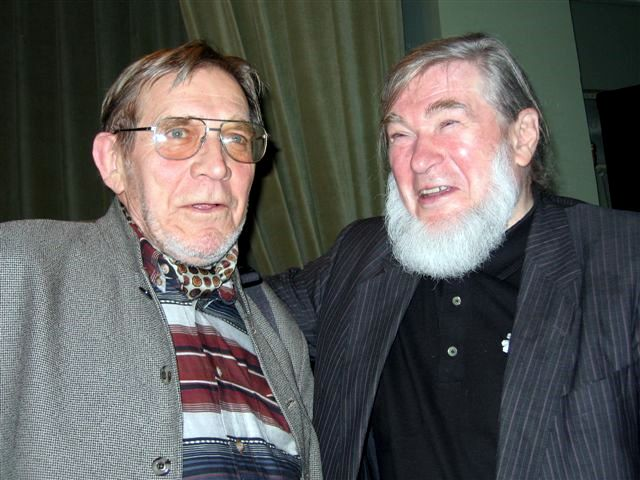
Krzysztof Karasek z Marianem Grześczakiem, Warszawa 16 października 2006

Krzysztof Karasek (ur. 19 lutego 1937 w Warszawie) – polski poeta, eseista oraz krytyk literacki.

## Życiorys
Urodził się w rodzinie Romana (1900–1976), artysty plastyka, i Janiny Karasek, nauczycielki. Dzieciństwo i młodość spędził na Pomorzu, w latach 1947–1954 mieszkał z rodzicami w Kwidzynie, gdzie ukończył Szkołę Podstawową nr 1. Po zdaniu matury w Gdańsku podjął studia na Akademii Wychowania Fizycznego w Warszawie, a potem studia z zakresu filozofii na Uniwersytecie Warszawskim.
Uważany za jednego z wybitniejszych poetów „pokolenia Nowej Fali”. Debiutował jako eseista w 1965 szkicem Morze i wyobraźnia, a jako poeta w 1966 zestawem trzech wierszy na łamach miesięcznika „Poezja”. Na przełomie lat 60. i 70. publikował w miesięczniku „Twórczość”, w tygodniku „Kultura”, w „Nowym Medyku”. W latach 1967–1971 był członkiem zespołu redakcyjnego czasopisma „Orientacje”, w latach 1972–1978 pracował w miesięczniku „Nowy Wyraz”, zaś w latach 1983–1993 w miesięczniku „Literatura”. W stanie wojennym pod pseudonimem „Anonim” wydał, w tzw. drugim obiegu, tomik Sceny z Grottgera i inne wiersze. Na początku lat 90. redagował serię poetycką Wydawnictwa „Przedświt”. Pracował w Polskim Radiu, gdzie był wieloletnim dyrektorem literackim II Programu PR.
Członek Związku Literatów Polskich, współzałożyciel Stowarzyszenia Pisarzy Polskich, członek Polskiego PEN Clubu i Stowarzyszenia Autorów ZAiKS.

## Twórczość

### Poezje
- Godzina jastrzębi (1970)
- Drozd i inne wiersze (1972)
- Prywatna historia ludzkości (1979)
- Trzy poematy (1982)
- Sceny Grottgera i inne wiersze (1984)
- Świerszcze (1987)
- Lekcja biologii i inne wiersze (1990)
- Poeta nie spóźnia się na poemat (1991)
- Czerwone jabłuszko (1994)
- Święty związek (1997)
- Dziennik rozbitka (2000)
- Musi umrzeć, co ma ożyć w pieśni (2000)
- Maski (2002)
- Dziennik rozbitka II (2004)
- Gondwana i inne wiersze (2006)
- Gry Weneckie (2007)
- Autostrady i konie (2008)
- Flary (2009)
- Ody (2009)
- Lofoty i inne wiersze (2010)
- Wiatrołomy (2011)
- Dziennik rozbitka (Mikołów 2012)
- Słoneczna balia dzieciństwa (Mikołów 2013)
- Wiedza radosna (Mikołów 2015)
- Wzgórza anarchii (Mikołów 2020)

### Wybory wierszy
- Poezje (1974)
- Wiersze i poematy (1982)
- Prywatna historia ludzkości (1986)
- Poezje wybrane (1986)
- Poezje (1994)
- Święty związek (2008)
- Przyszedł człowiek żeby chłostać morze (Mikołów 2017)

### Proza
- Wiosna i demony: powieść (1980)
- Poezja i jej sobowtór: eseje (1986)
- Autopsychografia: eseje (1993)
- Wędrówka ikony przez krajobrazy i ludzi: wykład (2002)
- Baron Romero. Wstęp do przyszłej poezji (Mikołów 2018)

### Opracowania
- Współcześni poeci polscy: poezja polska od roku 1956 (1997)
- Tadeusz Peiper: Poezje wybrane
- Anatol Stern: Poezje wybrane
- Daniel Naborowski: Pozje wybrane
- Gottfried Benn: Poezje wybrane
- Rafał Wojaczek: Poezje wybrane
- Tytus Czyżewski: Poezje

## Nagrody i wyróżnienia
- Srebrny Medal „Zasłużony Kulturze Gloria Artis” (2008)[6]
- Nagroda literacka im. Władysława Reymonta za twórczość całego życia (2008)[7]
- Orfeusz – Nagroda Poetycka im. K.I. Gałczyńskiego za tom Wiatrołomy wydany (2012)[8]
- Nagroda na VII Międzynarodowym Festivalu EXIT w Nowym Sadzie za tom Wiatrołomy (2012)
- Nagroda Literacka m.st. Warszawy w kategorii „Literatura piękna – poezja” za tom Dziennik Rozbitka (2013)
- nominacja do Nagrody Poetyckiej im. Wisławy Szymborskiej za tom Dziennik rozbitka (2013)[9]
- finalista Nagrody Poetyckiej im. K.I. Gałczyńskiego – Orfeusz za tom Słoneczna balia dzieciństwa (2014)[10]
- Nagroda specjalna Stowarzyszenia Autorów ZAiKS (2017, 2019)[11]
- Członkostwo honorowe Stowarzyszenia Autorów ZAiKS (2019)[11]